# Crețești, Alba
Crețești este un sat în comuna Bistra din județul Alba, Transilvania, România.